# Ai Šišimeová
Ai Šišimeová (* 25. ledna 1994 Mijakonodžó) je japonská zápasnice – judistka.

## Sportovní kariéra
S judem začínala ve 4 letech po vzoru staršího bratra Tóruho. Po skončení střední internátní školy Nihondaigaku v Mijazaki v roce 2013 byla přijatá na univerzitu Teikjó v Tokiu. Vrcholově se připravuje v profesionálním judistickém týmu univerzity Rjótokudži v Urajasu pod vedením Tošihika Jamady a jeho asistentů (Júko Imaiová). V japonské ženské reprezentaci se pohybuje od roku 2012 v pololehké váze do 52 kg. V roce 2016 se kvalifikovala na olympijské hry v Riu, ale v japonské olympijské nominaci musela ustoupit zkušenější Misato Nakamuraové.

### Vítězství na turnajích
- 2015 – 1x světový pohár (Ulánbátar)
- 2016 – 1x světový pohár (Düsseldorf, Ťumeň)
- 2018 – 2x světový pohár (Düsseldorf, Záhřeb)

## Výsledky
| Olympijské hry    |    |   |   | —  |    |    |  |  |  |  |  |  |  |  |  |  |  |  |  |  |  |
| Mistrovství světa | —  | — | — |    | 1. | 2. |  |  |  |  |  |  |  |  |  |  |  |  |  |  |  |
| Asijské hry       |    | — |   |    |    | —  |  |  |  |  |  |  |  |  |  |  |  |  |  |  |  |
| Mistrovství Asie  | —  |   | — | 1. | 1. |    |  |  |  |  |  |  |  |  |  |  |  |  |  |  |  |
| Univerziáda       | 3. |   | — |    | —  |    |  |  |  |  |  |  |  |  |  |  |  |  |  |  |  |
| MS juniorů        | 7. |   |   |    |    |    |  |  |  |  |  |  |  |  |  |  |  |  |  |  |  |